# Belgische Badmintonmeisterschaft 2011
Die Belgische Badmintonmeisterschaft 2011 fand vom 5. bis zum 6. Februar 2011 in der Hall des Sports du Campus Erasme in Brüssel statt.

## Medaillengewinner
| Disziplin    | Gold                            | Silber                                | Bronze                             |
| ------------ | ------------------------------- | ------------------------------------- | ---------------------------------- |
| Herreneinzel | David Jaco                      | Maxime Moreels                        | Frédéric Gaspard                   |
| Herreneinzel | David Jaco                      | Maxime Moreels                        | Jente Paesen                       |
| Dameneinzel  | Lianne Tan                      | Flore Vandenhoucke                    | Angela Castillo                    |
| Dameneinzel  | Lianne Tan                      | Flore Vandenhoucke                    | Sabine Devooght                    |
| Herrendoppel | Matijs Dierickx Freek Golinski  | Elie Balligand Gregory Van Vlaenderen | Alexis Degen Jérôme Legrand        |
| Herrendoppel | Matijs Dierickx Freek Golinski  | Elie Balligand Gregory Van Vlaenderen | Alexandre Bauwin Loic De Vrye      |
| Damendoppel  | Steffi Annys Séverine Corvilain | Elke Biesbrouck Sabine Devooght       | Manon Albinus Debbie Janssens      |
| Damendoppel  | Steffi Annys Séverine Corvilain | Elke Biesbrouck Sabine Devooght       | Janne Elst Jelske Snoeck           |
| Mixed        | Gert Poesen Manon Albinus       | Frédéric Gaspard Sabine Devooght      | Freek Golinski Steffi Annys        |
| Mixed        | Gert Poesen Manon Albinus       | Frédéric Gaspard Sabine Devooght      | Lionel Warnotte Séverine Corvilain |